# Гай Ассулін
Гай Ассулін (івр. גיא יגאל אסולין; нар. 9 квітня 1991, Нагарія) — ізраїльський футболіст, півзахисник іспанського клубу «Мальорка».
Ассулін є наймолодшим гравцем, який коли-небудь представляв національну збірну Ізраїлю в офіційному матчі (16 років і 352 дні).

## Клубна кар'єра
Народився 9 квітня 1991 року в місті Нагарія. Вихованець юнацьких команд футбольних клубів «Хапоель» (Хайфа) та «„Бейтар-Нес-Тубрук“». 2003 року потрапив до академії іспанської «Барселони», де тренувався під керівництвом Анхеля Уертаса та Хоана Мартінеса Віласека.
У дорослому футболі дебютував 2007 року виступами за дубль каталонців — клуб «Барселона Б», в якому провів три сезони, взявши участь у 69 матчах чемпіонату.
Влітку 2009 року Ассулін був викликаний головним тренером Пепом Гвардіолою для проходження передсезонних зборів в Англії з основною командою. Його перший матч за клуб відбувся в розіграші Кубка Вемблі проти «Тоттенгема», який завершився внічию 1:1. Потім Ассулін зіграв і в другому матчі турніру, де клуб здобув впевнену перемогу над «Аль-Ахлі» з рахунком 4:1.
Офіційний дебют в основній команді для Гая відбувся 28 жовтня 2009 року в рамках Кубка короля проти клубу «Культураль Леонеса», в якому ізраїльський легіонер відіграв 59 хвилин. Ця гра так і залишилась єдиною для футболіста і надалі він виступав виключно за дубль.
1 липня 2010 року гравець і Барселона оголосили, що контракт за взаємною згодою не буде продовжений, і Гай став вільним агентом. «Барселона» запропонувала футболістові трирічний контракт, але не гарантувала виступи за першу команду, тому Ассулін відмовився від цієї пропозиції.
8 жовтня 2010 року стало відомо, що Ассулін на правах вільного агента підписав контракт з «Манчестер Сіті», проте протягом усього часу виступів за клуб грав лише за молодіжну та резервну команду, а 2012 року ненадовго віддавався в оренду в «Брайтон енд Гоув», що грав у Чемпіоншіпі. В підсумку Ассулін покинув «Манчестер Сіті» як вільний агент 22 травня 2012 року.
11 липня 2012 року Ассулін підписав однорічний контракт з іспанським «Расінгом», який тільки-но вилетів до Сегунди. У першому ж матчі сезону, 19 серпня 2012 року, Гай дебютував у грі проти «Лас-Пальмаса», який завершився поразкою його клубу 0:1. Незабаром Ассулін забив свій перший гол: 15 вересня 2012 року в матчі над «Рекреатіво», допомігши своєму клубові здобути першу перемогу у сезоні (3:0).
Проте за підсумками сезону «Расінг» зайняв останнє 20 місце в Сегунді і вилетів у третій за рівнем дивізіон, тому влітку 2013 року Ассулін покинув клуб, підписавши контракт з учасником Прімери «Гранадою», яка відразу віддала гравця в оренду на сезон в клуб Сегунди «Еркулес». Регулярно виходив на поле у складі цієї команди, не зумівши, втім, завадити їй за результатами сезону понизитися у класі. Сам граввець однак залишився у Сегунді, уклавши 15 серпня 2014 року дворічний контракт з іншим клубом цієї ліги, «Мальоркою».

## Виступи за збірні
Протягом 2008–2013 років залучався до складу молодіжної збірної Ізраїлю. На молодіжному рівні зіграв у 22 офіційних матчах.
25 березня 2008 року, за 14 днів до свого 17-річчя, дебютував в офіційних матчах у складі національної збірної Ізраїлю в товариській грі проти збірної Чилі, вийшовши на заміну на 78-й хвилині. Завдяки цьому Ассулін став наймолодшим гравцем, який коли-небудь представляв національну збірну Ізраїлю в офіційному матчі, побивши на 195 днів рекорд свого попередника Бен Саара. Наразі провів у формі головної команди країни 1 матч.

## Статистика виступів

### Статистика клубних виступів
| Сезон                   | Команда                 | Чемпіонат               | Чемпіонат | Чемпіонат | Національний кубок | Національний кубок | Національний кубок | Континентальні кубки | Континентальні кубки | Континентальні кубки | Інші змагання | Інші змагання | Інші змагання | Усього | Усього |
| Сезон                   | Команда                 | Ліга                    | Ігор      | Голів     | Ліга               | Ігор               | Голів              | Ліга                 | Ігор                 | Голів                | Ліга          | Ігор          | Голів         | Ігор   | Голів  |
| ----------------------- | ----------------------- | ----------------------- | --------- | --------- | ------------------ | ------------------ | ------------------ | -------------------- | -------------------- | -------------------- | ------------- | ------------- | ------------- | ------ | ------ |
| 2007-08                 | «Барселона Б»           | ТД                      | 21        | 8         | —                  | —                  | —                  | —                    | —                    | —                    | —             | —             | —             | 21     | 8      |
| 2008-09                 | «Барселона Б»           | СДБ                     | 23        | 3         | —                  | —                  | —                  | —                    | —                    | —                    | —             | —             | —             | 23     | 3      |
| 2009-10                 | «Барселона Б»           | СДБ                     | 25        | 1         | —                  | —                  | —                  | —                    | —                    | —                    | —             | —             | —             | 25     | 1      |
| Усього за «Барселону Б» | Усього за «Барселону Б» | Усього за «Барселону Б» | 69        | 12        |                    |                    |                    |                      |                      |                      |               |               |               | 69     | 12     |
| 2009-10                 | «Барселона»             | ПД                      | 0         | 0         | КІ                 | 1                  | 0                  | ЛЧ                   | 0                    | 0                    | СІ+СУ+КЧС     | 0             | 0             | 1      | 0      |
| 2009-10                 | «Манчестер Сіті»        | ПЛ                      | 0         | 0         | КА+КЛ              | 0                  | 0                  | ЛЄ                   | 0                    | 0                    |               | —             | —             | 0      | 0      |
| Усього за кар'єру       | Усього за кар'єру       | Усього за кар'єру       | 69        | 12        |                    | 1                  | 0                  |                      |                      |                      |               |               |               | 70     | 12     |

### Статистика виступів за збірну
| Дата       | Місто     | Господарі | Результат | Гості | Турнір           | Голи | Примітки |
| ---------- | --------- | --------- | --------- | ----- | ---------------- | ---- | -------- |
| 25/03/2008 | Тель-Авів | Ізраїль   | 1 – 0     | Чилі  | товариський матч | -    |          |
| Усього     |           | Матчів    | 1         |       | Голів            | 0    |          |